# Neita durbani
Neita durbani là một loài bướm ngày thuộc họ Nymphalidae. Nó được tìm thấy ở Nam Phi.
Sải cánh dài 45–48 mm đối với con đực và đối với con cái. Con trưởng thành bay từ cuối tháng 10 đến tháng 2 (nhiều nhất vào giữa summer). Có một thế hệ đơn một năm.
Ấu trùng có thể ăn các loại cỏ thuộc chi Poaceae. Ấu trùng ăn Ehrharta erecta.